# Абрамович, Александр Емельянович
Александр Емельянович (Шая Зейликович) Абрамович (псевдонимы Четуев, Абрамович-Четуев, А. Альбрехт, Арно, Залевский; 27 марта 1888, Ново-Мацкулы, Тираспольский уезд, Херсонская губерния — 21 января 1972, Лиепая, Латвийская ССР) — советский разведчик-нелегал, большевик, деятель Коминтерна.

## Биография
Окончил 4-ю одесскую гимназию. (1904). Поступил на медицинский факультет Новороссийского университета, но был исключён уже с первого курса. Участник революционного движения. В 1908 году вступил в РСДРП. С 1911 года — в эмиграции в Женеве. Участник швейцарского молодёжного социалистического движения.
После Февральской революции вернулся в Россию вместе с Лениным в т. н. «пломбированном вагоне».
В 1917 году — член президиума Одесского Совета, член Одесского ревкома и боевого штаба, агитатор на Румынском фронте; начальник и военный комиссар отряда особого назначения Московского военного округа.
Уполномоченный Коминтерна по романским странам. В 1920 году — на нелегальной работе во Франции, Австрии, Чехословакии. В 1921 году — участник работы Турского съезда Французской коммунистической партии под псевдонимом Залевский. Был арестован французской полицией в январе в Ницце вместе с женой как "доктор Францишек Залевский", но вскоре освобождён, затем арестован в Италии по т. н. делу ЧК.
С 1921 года — секретарь Посольства СССР в г. Таллин, затем в Вене (один из руководителей Балканской коммунистической федерации). В 1924—1925 годах — инструктор Екатеринославского губкома партии; до 1931 года — референт Орготдела ИККИ, представитель Исполкома Коминтерна в Китае. С 1932 года — на партийно-педагогической работе.
В 1934—1950 годах заведовал кафедрой основ марксизма-ленинизма в Томском госуниверситете и одновременно вёл курсы диалектического и исторического материализма в Томском педагогическом институте; профессор. До выхода на пенсию в 1953 году работал на кафедре марксизма-ленинизма Томского электромеханического института инженеров железнодорожного транспорта. Награждён орденом Ленина (1947). С 1956 года жил в Лиепае.